# Enola Holmes 2
Enola Holmes 2 es una película de aventuras y misterio basada en la serie de libros Las aventuras de Enola Holmes, escrita por Nancy Springer. Se trata de la secuela de la película de 2020 titulada Enola Holmes, dirigida por Harry Bradbeer y escrita por Jack Thorne. La película está protagonizada por Millie Bobby Brown, retomando su papel de Enola Holmes, y Henry Cavill como Sherlock Holmes, mientras que Louis Partridge, Helena Bonham Carter, Adeel Akhtar, Susie Wokoma, Sharon Duncan-Brewster y David Thewlis interpretan papeles secundarios.
La filmación comenzó en otoño de 2021 y finalizó en enero de 2022. La película se estrenó el 4 de noviembre de 2022 por Netflix e inmediatamente recibió críticas positivas de los críticos y encabezó las listas de audiencia de Netflix en 93 países.

## Sinopsis
La nueva aventura de Enola comienza cuando la joven Bessie, que trabaja en una fábrica de cerillas, la contrata para localizar a su hermana desaparecida Sarah Chapman. En poco tiempo, Enola se ve envuelta en una persecución de alto riesgo a través de Londres, viajando desde el sórdido corazón industrial de la ciudad hasta las deslumbrantes galas de la alta sociedad.

## Reparto
- Millie Bobby Brown como Enola Holmes
  - Sofía Stavrinou como Enola de joven
- Henry Cavill como Sherlock Holmes
  - John Parshall como Sherlock de joven
- David Thewlis como Superintendente Grail
- Louis Partridge como Lord Viscount Tewkesbury
- Susie Wokoma como Edith Grayston
- Adeel Akhtar como Inspector Lestrade
- Sharon Duncan-Brewster como Mira Troy
- Helena Bonham Carter como Eudoria Holmes
- Hannah Dodd como Cicely / Sarah Chapman
- Serranna Su-Ling Bliss como Bessie Chapman
- Abbie Hern como Mae
- Gabriel Tierney como William Lyon
- Róisín Monaghan como Hilda Lyon
- David Westhead como Henry Lyon
- Tim McMullan como Charles McIntyre
- Lee Boardman como Bill Crouch, el capataz de la fábrica.
- Himesh Patel como Dr. John Watson

## Producción
En septiembre de 2020 la productora y principal protagonista Millie Bobby Brown y el director Harry Bradbeer reconocieron sus intenciones de desarrollar una secuela de Enola Holmes. Brown dijo que solo pensó en hacer la primera película hasta que estuvo en el set de rodaje, luego le encantó interpretar al personaje y dijo que sería un sueño volver a hacerlo.

Me divertí mucho con este papel. Era algo que no esperaba del todo, de verdad... pero simplemente me enamoré de él y de la gente involucrada. Me enamoré del personaje.

En abril de 2021 se confirmó que se estaba desarrollando una secuela, con Brown y Cavill retomando sus papeles. En mayo de 2021 Netflix confirmó oficialmente el proyecto. Según los informes, Brown recibió $ 10 millones por interpretar nuevamente su papel.
La producción y el rodaje comenzaron en el otoño de 2021. Las escenas se filmaron en Hull en octubre de 2021. Cavill terminó la filmación de sus escenas en noviembre de 2021 y la filmación concluyó oficialmente el 7 de enero de 2022.

## Estreno y recepción
La película se estrenó en Netflix el 4 de noviembre de 2022. Enola Holmes 2 debutó en el número 1 en la audiencia semanal global de Netflix con 64,08 millones de horas transmitidas en 93 países. La semana siguiente, la película se mantuvo en el puesto número 1 con 62.860 millones de horas. El interés en la primera película, Enola Holmes, generó otras 9,64 millones de horas vistas durante la primera semana del estreno de la secuela.
En el sitio web del agregador de reseñas Rotten Tomatoes, el 91% de las 58 reseñas de los críticos son positivas, con una calificación promedio de 6.9/10. El consenso del sitio web dice: «Basándose en su predecesor con un estilo bullicioso y entretenido, Enola Holmes 2 resuelve el misterio de cómo hacer una secuela satisfactoria y hace que parezca elemental». Metacritic, que utiliza un promedio ponderado, asignó el película una puntuación de 62 sobre 100, basada en 17 críticos, lo que indica «críticas generalmente favorables».
Beandrea July del The New York Times escribió «Uno no puede evitar animar esta historia feminista de literatura juvenil como una adición bienvenida al universo de Sherlock Holmes». Lovia Gyarkye del The Hollywood Reporter lo llamó «una secuela útil». Gyarkye elogió la producción meticulosa y el diseño de vestuario, pero critica la narrativa como «La huelga de las cerilleras de 1888, que fue un proceso de construcción de comunidad, un esfuerzo centrado en nosotros, se vuelve a presentar como una lección sobre una voz que dirige a las masas».
Benjamin Lee de The Guardian le dio una puntuación de 3 de 5 y escribió: «Un juego igualmente bullicioso que es igualmente difícil de recordar una vez que termina, pero que debería mantener a sus muchos fanáticos lo suficientemente comprometidos como para garantizar más secuelas». Robbie Collin de The Telegraph le dio 2 de 5. Encontró la película menos encantadora que su predecesora y criticó «el aura general de bajo precio» y desde las escenas de aspecto lúgubre hasta las escenas básicas de lucha.

### Premios
Millie Bobby Brown ganó el premio a la «Actriz de Cine Favorita» en los Kids Choice Awards de 2023. La película también ganó el premio al «Mejor Diseño de Vestuario» en el Irish Film & Television Awards.

## Futuro
En noviembre de 2023, Netflix reveló que se está trabajando en el guion de una tercera película de la franquicia. Scott Stuber, quien mantuvo una  entrevista con Steve Weintraub de Collider, dijo que el productor estaba muy orgulloso de su «estrella local» Millie Bobby Brown, y está emocionado de continuar contando la historia de Enola. Lo más probable es que la película siga la novela El caso de los extraños ramos de flores, publicada en 2008.
En noviembre de 2024 Netflix anunció que Philip Barantini asumira el cargo de director.

## Contexto histórico
Mientras que la primera película está basada en el libro El caso del marqués desaparecido de Nancy Springer, la segunda entrega está inspirada en la historia real de Sarah Chapman, una trabajadora de una fábrica de cerillas. Quien, en el año 1888, lideró la huelga de las cerilleras, un paro que hicieron las aproximadamente 1400 niñas y mujeres que trabajaban en la fábrica de cerillas Bryant & May en Bow (Londres) en respuesta a las malas condiciones laborales de la fábrica y el maltrato que sufrían las trabajadoras por parte de los capataces.